# Messe Frankfurt

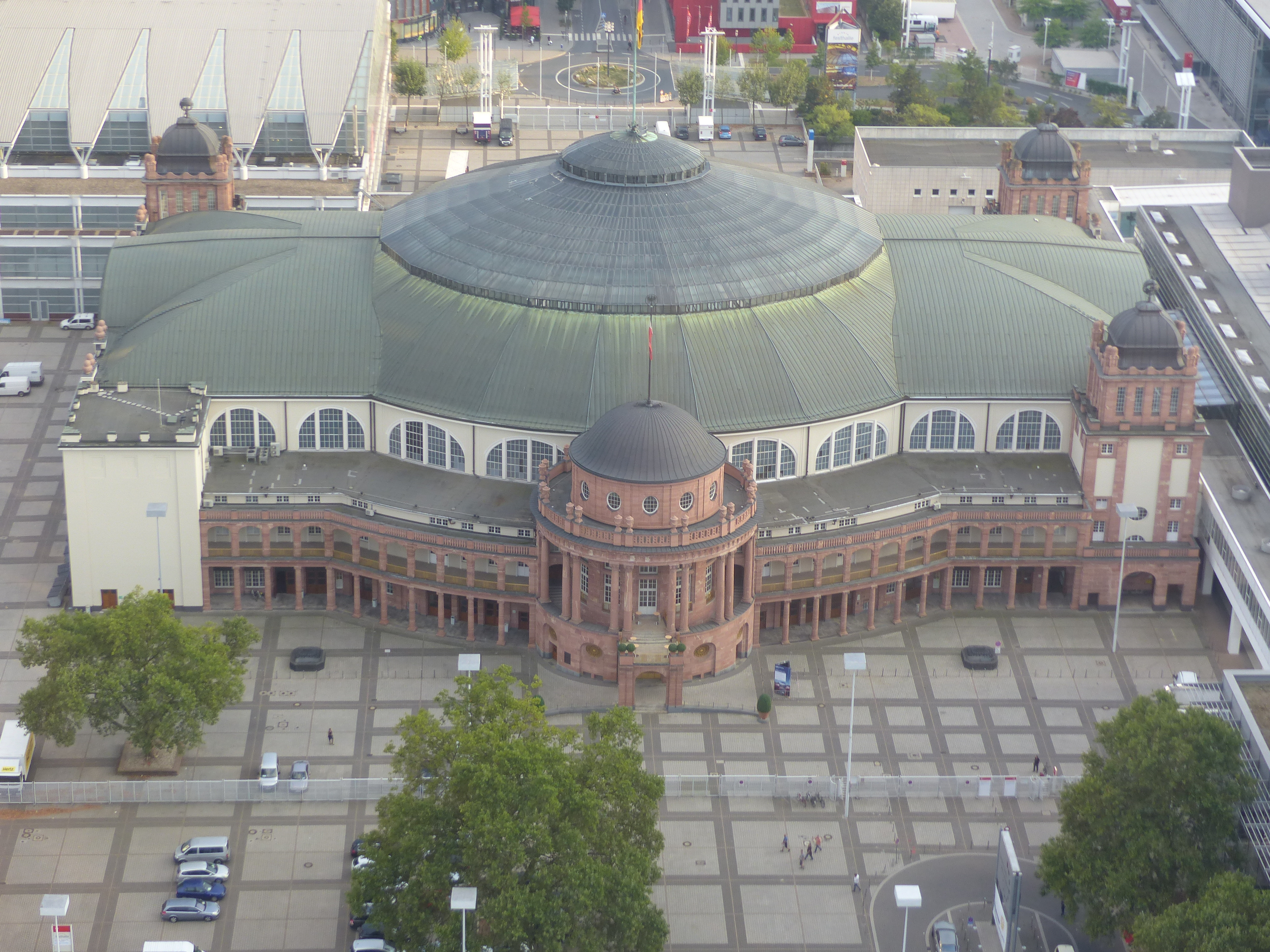
L'entrée principale (bâtiment historique) de la Festhalle Frankfurt (2016).

Messe Frankfurt GmbH (littéralement : Foire de Francfort) est l'une des plus importantes foires d'exposition mondiale. Le groupe, qui possède son propre parc d'exposition, a son siège social à Francfort-sur-le-Main, en Allemagne, 28 filiales, et 50 partenaires commerciaux internationaux.

## Histoire
En 1987, Messe Frankfurt s'établit en Asie, à Hong Kong, et y organise sa première exposition dans le continent, Interstoff Asia – International Fabric Show.

## Présentation
Messe Frankfurt est présent dans 178 pays et environ 50 sites avec ses marques et subdivisions. En 2018, la société réalise un chiffre d'affaires de 718 millions d'euros.

## Localisation
Situé au cœur du centre financier et d'affaires de Francfort, le parc des expositions compte quelque 367 000 m2 de superficie de halls et plus de 96 000 m2 d'espace libre à sa disposition.

## Architecture
Des architectes tels que Helmut Jahn, Oswald M. Ungers et Nicholas Grimshaw ont donné au parc des expositions de Messe Frankfurt un aspect qui s'accorde avec le paysage urbain moderne de Francfort[réf. nécessaire]. 

## Quelques événements
Au cours de l'exercice 2016, 134 salons et expositions ont été organisés dans le cadre du programme de la société tels que :
- ACHEMA, un congrès d'exposition sur le génie chimique, la protection de l'environnement et la biotechnologie ;
- Foire du livre de Francfort, le plus grand salon du livre du monde ;
- Le Salon de l'automobile, le plus grand salon de l'auto au monde ;
- IMEX, le salon mondial des voyages, des réunions et des événements.